# إم إس سي جرانديوسا
ام اس سي جرانديوسا (بالإنجليزية: MSC Grandiosa)‏ هي سفينة سياحية والتي تملكها وتديرها ام اس سي للرحلات البحرية.
يبلغ حجم الحمولة لام اس سي جرانديوسا 181,541 ج.إ وتضم 2,421 كابينة للركاب بسعة إجمالية تبلغ 6,334 راكبًا. ويبلغ طاقم السفينة 1,704 من الأفراد. يبلغ طولها 331.43 مترًا (1,087.4 قدمًا) ، وعرض 43 مترًا (141 قدمًا) بارتفاع 65 مترًا (213 قدمًا)، وسرعتها القصوى تبلغ 22.3 عقدة (41.3 كم / ساعة أو 25.7 ميلًا في الساعة). هي أيضًا أول سفينة سياحية تابعة لشركة ام اس سي يتم تزويدها بنظام معزز امتصاص انتقائي يساعد على تقليل انبعاثات أكسيد النيتروجين في السفينة بنسبة 80 بالمائة، إلى جانب نظام حلقة مغلقة لتنظيف غاز العادم الذي يقلل من انبعاثات الكبريت بنسبة 97 بالمائة.